# Charlotte Jay
Charlotte Jay (* 17. Dezember 1919 in Melville/Adelaide – Süd-Australien; † 27. Oktober 1996 in Adelaide), geboren als Geraldine Mary Jay, war das Pseudonym der australischen Krimi-Autorin und Romanschriftstellerin Geraldine Halls. Bekanntheit erlangte sie durch ihre neun Kriminalromane, von denen 1954 Beat Not the Bones (dt. Bis auf die Knochen) den ersten Edgar Allan Poe Award in der neu errichteten Kategorie „Best Novel“ (Bester Roman) der amerikanischen Autorenvereinigung Mystery Writers of America erhielt.
Charlotte Jay veröffentlichte die Kriminalromane unter ihrem Pseudonym; andere Romane erschienen unter ihrem Geburtsnamen oder als Geraldine Halls. In deutscher Übersetzung findet sich lediglich der prämierte Kriminalroman Beat Not the Bones.

## Leben
Jay wuchs in der südaustralischen Küstenstadt Adelaide auf und besuchte die Girton School, später studierte sie an der Universität von Adelaide. Beruflich war sie als Stenotypistin in Australien und England tätig, zwischen 1942 und 1950 auch als Gerichtsstenografin in Neuguinea. Daneben war sie schriftstellerisch tätig und handelte mit asiatischer Kunst. Jay heiratete den Orient-Experten Albert Halls, der auch mit orientalischen Antiquitäten handelte und durch dessen Arbeit für die UNESCO sie exotische Gegenden kennenlernen konnte; diese fanden sich später in Jay’s Romanen wieder. Tatsächlich spielt nur der Roman The Knife is Feminine in Australien; die Handlungen der anderen Romane erstrecken sich auf Pakistan, Japan, Thailand, Libanon, Indien, Papua-Neuguinea und die Trobriand-Inseln.
Jay verstarb im Alter von 77 Jahren in ihrer Heimatstadt Adelaide.

## Auszeichnungen
- 1954 Edgar Allan Poe Award (Kategorie Bester Roman) für Beat Not the Bones (dt. Bis auf die Knochen. Ullstein, Frankfurt/M. u. a. 1986)

## Werke

### Als Charlotte Jay
- 1951 The Knife Is Feminine
- 1952 Beat Not the Bones
  - dt. Bis auf die Knochen. Ullstein, Frankfurt/M. + Berlin 1986 ISBN 3-548-10428-2, später unter
  - Das Gift der neuen Welt. Argument, Hamburg 1999 ISBN 3-88619-838-3
- 1953 The Fugitive Eye
- 1955 The Yellow Turban
- 1958 The Man Who Walked Away (US-Titel: The Stepfather)
- 1960 Arms for Adonis
- 1964 A Hank of Hair

### Als Geraldine Mary Jay
- 1956 The Feast of the Dead (US-Titel: The Brink of Silence)

### Als Geraldine Halls
- 1967 The Cats of Benares
- 1971 Cobra Kite
- 1974 The Voice of the Crab
- 1977 The Last Summer of the Men Shortage
- 1979 The Felling of Thawle
- 1982 Talking to strangers
- 1995 This is My Friend's Chair

## Film
Der 1951 publizierte Kriminalroman The Fugitive Eye war Vorlage für eine US-amerikanische TV-Serie in 1961 (u. a. mit Charlton Heston).